# Station Worcester Foregate Street
Worcester Foregate Street is een spoorwegstation van National Rail in Worcester in Engeland. Het station is eigendom van Network Rail en wordt beheerd door West Midland Trains. 